# Давлетшин, Абдулазиз Абдуллович
Абдулазиз Абдуллович Давлетшин (20 июля 1861 года, Бирский уезд Оренбургской губернии — февраль 1920 года, Москва) — российский военный востоковед. Генерал-майор (1913).

## Биография

### Происхождение
Из дворян Бирского уезда Оренбургской губернии. Сын подполковника Русской императорской армии. Магометанского вероисповедания. Получил домашнее образование. Отец — Абдулла Давлетшинович Давлетшин, полковник Русской императорской армии (в том числе Башкирского войска). А. Д. Давлетшин в разное время был начальником 1 и 10-го башкирских кантонов, имел звание ахуна, участвовал в Хивинском походе. Дед —имам и муддарис с.Бурангул и  Стерлибашевское медресе Давлетшах Адильшин Богданов (тат. Дәүләтшаһ бине Гаделшаһ бине Габдулла бине Богдан; 1757—1832).

### Начало военной карьеры
В службу вступил 20 августа 1880 года юнкером рядового звания в 1-е военное Павловское училище. Выпущен 7 августа 1882 года прапорщиком во 2-ю резервную артиллерийскую бригаду Московского военного округа. 7 августа 1882 года произведён в подпоручики. Поручик с 7 августа 1886 года. Окончил Офицерский курс восточных языков при Азиатском департаменте МИДа (1890). Владел арабским и турецким языками.

### Служба в Закаспийской области
Со 2 августа 1890 года состоял в распоряжении командующего войсками Закаспийской области. С 9 августа 1890 года по 6 марта 1898 года и. д. пристава Кара-Калинского участка Красноводского уезда и исполняющий обязанности пограничного комиссара этого участка, находящегося на границе с Персией. С 30 августа 1893 года штабс-капитан. В 1898 году под видом хаджа был командирован в Хиджаз с разведывательными целями.

### В Главном штабе
14 мая 1899 года за отличие произведён в капитаны и назначен в распоряжении начальника Главного штаба. С 26 февраля 1904 года подполковник. 23 июня 1907 года назначен помощником делопроизводителя Азиатского отдела Главного штаба. 6 декабря 1907 года за отличие был произведён в полковники. С 10 сентября 1910 года делопроизводитель Азиатской части Главного штаба. 6 декабря 1913 года за отличие по службе произведён в генерал-майоры. Автор работ по политической географии, исламоведению. В 1906—1914 гг. председатель общественного «Комитета по постройке соборной мечети в С.-Петербурге».
В апреле — августе 1917 года член Туркестанского комитета Временного правительства (Ташкент).

### Служба в РККА
С 1918 года — в Всероссийском главном штабе РККА. В 1919 году выступил с инициативой начала подготовки командиров Красной Армии со знанием восточных языков в Академии Генерального штаба РККА для службы в восточных регионах государства и ведения разведывательной деятельности за рубежом, для чего предложил образовать при Академии восточное отделение.

## Генетический паспорт
Исследование полнохромосомного ДНК Y-хромосомы (проведенное по потомкам прадеда Давлетшина Адильши Богданова) совпадает  с ДНК князей Акчуриных, Кудашевых, Дашкиных и Кашаевых, имеющих общего предка по мужской линии (Беханиды) и имеет гаплогруппу J2b2 с мутацией Y36242.

## Награды
- Орден Святого Станислава 3-й степени (1896)
- Орден Святого Станислава 2-й степени (1906)
- Орден Святой Анны 2-й степени (1910)
- Орден Святого Владимира 3-й степени (1915)

## Фильмы
В 2013 году был снят документальный фильм «Мусульмане, которыми гордится Россия» Фильм третий. «Путь в Мекку. Абдульазиз Давлетшин» о жизни Абдульазиза Давлетшина.